# Vieux-Port

Vieux-Port este o comună în departamentul Eure, Franța. În 1 ianuarie 2022 avea o populație de 50 de locuitori.